# Vogelkopfluiter
De vogelkopfluiter (Pachycephala meyeri) is een zangvogel uit de familie Pachycephalidae (dikkoppen en fluiters). Deze vogel is genoemd naar de Duitse natuuronderzoeker Adolf Bernard Meyer.

## Verspreiding en leefgebied
Deze soort is endemisch in de bergen van de Vogelkop in het noordwesten van Nieuw-Guinea.

## Status
De grootte van de populatie is niet gekwantificeerd maar hoewel er niet veel bekend is wordt toch aangenomen dat deze vogel redelijk algemeen is. Op de Rode lijst van de IUCN is de status niet bedreigd.